# سهام بن سدرين
سهام بن سدرين (ولدت في 28 أكتوبر 1950 في المرسى) هي صحفية وناشطة حقوقية وسياسية تونسية. وهي رئيسة هيئة الحقيقة والكرامة منذ 6 يونيو 2014. حازت بن سدرين على الجائزة الدولية لحرية الصحافة سنة 2004. كانت من مؤسسي الحزب الديمقراطي التقدمي واستقالت منه، وهي الآن مؤسسة ومالكة راديو كلمة.

## السيرة الذاتية

### النشأة
ولدت بن سدرين في 28 أكتوبر 1950 في ضواحي العاصمة تونس في مدينة المرسى. ذهبت في شبابها إلى فرنسا أين درست في جامعة تولوز وتحصلت على شهادة في الفلسفة.

### صحفية
في سنة 1980، أصبحت سهام مراسلة للصحيفة المستقلة لو فار (Le Phare)، وعند توقف صدورها، انتقلت للعمل كمديرة في صحيفتي المغرب العربي (Maghreb) وريالتي (Réalités). عند توقف صدور صحيفة المغرب العربي بسبب أحداث الخبز، في أواخر 1983، أصبحت محررة في الجريدة السياحية (La Gazette touristique) وأنشأت الأسبوعية السياحية (L'Hebdo touristique).

في نفس الوقت، أشرفت على الصحيفة المعارضة الموقف. سنة 2000، أسست مع نزيهة رجيبة الصحيفة المستقلة كلمة، ولكنها لم تحصل على رخصة للنشر، فتم فتح موقع لها على الأنترنت سنة 2004. في الحال تم غلق الموقع من قبل السلطات التونسية والرئيس زين العابدين بن علي. في 2008، أطلقت راديو مستقل وهو راديو كلمة الذي يذاع عبر الأنترنت والأقمار الاصطناعية. بعد الثورة التونسية في 2011، تحصلت على استوديو مجانيا من قبل شبكة الراديو الفرنسية فرانس إنتر وتحصلت أخيرا على موجات إذاعية.

### ناشطة حقوقية
في 1979، انضمت بن سدرين إلى الرابطة التونسية للدفاع عن حقوق الإنسان، ثم انتخبت سنة 1985 في مكتب الإدارة في الرابطة. وانظمت سنة 1980 أيضا إلى جمعية الصحفيين التونسيين أين أصبحت مسؤولة عن العلاقات الخارجية في 1987. بعد حل رابطة حقوق الإنسان سنة 1992، أسست مع 34 شخصية أخرى المجلس الوطني للحريات في تونس في 10 ديسمبر 1998 أين أصبحت فيه الناطقة الرسمية (2001-2003)، هذه المنظمة الجديدة منعتها السلطات من 1999 إلى 2011.

أسست سهام بن سدرين عدة دور نشر لكن أغلقت جميعها، أركس (1988-1994)، ثم مديرة دار نشر نوار سور بلون (Noir sur Blanc) بين 1998 و1999، وأخيرا تأسيس دار النشر ألواس (1999-2000).

من 1999، أصبحت بن سدرين ضحية لعديد الاعتداءات البوليسية والقضائية، مثل تجميد جواز سفرها، إيقاف أعمالها، مع حملة تشويه ضدها باتهامها بالدعارة من قبل السلطات بسبب أعمالها للدفاع عن حقوق الإنسان وحرية الصحافة. في 26 يونيو 2001، تم إيقافها في مطار تونس قرطاج الدولي بتهمة «تشويه صورة القضاء» و«نشر أنباء كاذبة من شأنها تكدير وبلبلة الأمن العام». تم حبسها لمدة سبعة أسابيع كانتقام منها بسبب لقاء صهفي أجرته مع قناة عربية في لندن أين شجبت القضاء التونسي ودعت إلى استقلاله إلى جانب تنديدها بالفساد سياسي في عائلة الطرابلسي وبن علي الحاكمة في البلاد. بعد حملة داعمة لخروجها من السجن بقيادة راضية النصراوي، تم الإفراج عنها وعبر العديد من المسؤولين في الأمم المتحدة عن قلقهم إزاء أوضاع حقوق الإنسان في تونس.

سنة 2004، تم مكافأة بن سدرين من قبل صحفيون كنديون من أجل حرية التعبير بإعطائها الجائزة الدولية لحرية الصحافة اعترافا لها بنضالها من أجل حقوق الإنسان وحرية الصحافة.

في 2008، تلقت جائزة صندوق السلام الدنماركية لعملها من أجل الديمقراطية ودولة القانون ولجهودها لإرساء حقوق الإنسان في العالم العربي.

وفي 2011، تسلمت بن سدرين جائزة أليسون دي فورج المقدمة من قبل منظمة هيومن رايتس ووتش لعملها الاستثنائي من أجل حقوق الإنسان.

## الحياة الخاصة
سهام بن سدرين متزوجة من الناشط والصحفي عمر المستيري، وهي أم لثلاثة أبناء. وهي ابنة السياسي والمحامي والقاضي محمد بن عمار وابنة أخ الناشط رضا بن عمار.

## رئيسة هيئة الحقيقة والكرامة
منذ 6 يونيو 2014، انتخبت بن سدرين كرئيسة لهيئة الحقيقة والكرامة من قبل المجلس الوطني التأسيسي التونسي، وهي الهيئة المسؤولة عن محاسبة وجبر أضرار ضحايا التعذيب والظلم من 1955 إلى سنة 2011. وتعتبر الهيئة رسمية ذات أولولية في الدولة للوصول لأي وثيقة وأرشيف لجمع المفات وتحويلهم للقضاء. وهي من أهم الهيئات التي أسست بعد الثورة التونسية وفي طريق الانتقال الديمقراطي في تونس.

## الكتب
- رسالة إلى صديقة عراقية (Lettre à une amie irakienne)، متوقف، مجموعة كاييه ليبر، طبعة لا ديكوفارت، باريس، 2003.
- أوروبا وطغاتها (L'Europe et ses despotes)، مع عمر المستيري، مجموعة كاييه ليبر، طبعة لا ديكوفارت، باريس، 2004.

## روابط خارجية
- سهام بن سدرين على موقع مونزينجر (الألمانية)